# Diadelia subuniformis
Diadelia subuniformis là một loài bọ cánh cứng trong họ Cerambycidae.